# Major League Soccer 2025
Navigation
Édition précédente Édition suivante
La Major League Soccer 2025 est la 30e saison de la Major League Soccer, le championnat professionnel de soccer d'Amérique du Nord. Elle est composée de trente équipes (vingt-sept des États-Unis et trois du Canada). À partir de cette saison, la formation du San Diego FC se rajoute à la MLS. Le Galaxy de Los Angeles, vainqueur en 2024 pour la sixième fois de son histoire, est le tenant du titre.
Cinq places qualificatives pour la Coupe des champions de la CONCACAF 2026 y sont attribuées. La première est décernée au vainqueur de la Coupe de la Major League Soccer, la deuxième place revient au vainqueur du Supporters' Shield, la troisième à l'autre équipe terminant première de sa conférence en saison régulière tandis que les deux dernières sont attribuées aux formations suivantes les mieux classées en saison régulière.
Cette édition 2025 de la Major League Soccer est aussi marquée par une pause estivale du 15 au 24 juin afin de permettre la tenue de la Coupe du monde des clubs de la FIFA et de la Gold Cup.
C'est la troisième saison qu'Apple TV, la plateforme en ligne, est diffuseur officiel et en intégralité de la MLS après un accord passé en juin 2022 pour dix ans avec les administrateurs de la ligue,.

## Les trente franchises participantes

### Carte
| Rapids Dallas Sporting Dynamo Los Angeles FC Galaxy Real Salt Lake Earthquakes Sounders Minnesota Timbers Whitecaps Austin Nashville Fire Crew D.C. United Montréal Revolution Orlando City Union Red Bulls New York · City FC Toronto Atlanta Cincinnati Miami Charlotte St. Louis San Diego |

| - Association de l'Ouest - Austin FC - Rapids du Colorado - FC Dallas - Dynamo de Houston - Sporting Kansas City - Galaxy de Los Angeles - Los Angeles FC - Minnesota United - Timbers de Portland - St. Louis City SC - Real Salt Lake - San Diego FC - Earthquakes de San José - Sounders de Seattle - Whitecaps de Vancouver | - Association de l'Est - Atlanta United - Charlotte FC - Fire de Chicago - FC Cincinnati - Crew de Columbus - D.C. United - Inter Miami - CF Montréal - Nashville SC - New York City FC - Red Bulls de New York - Revolution de la Nouvelle-Angleterre - Orlando City SC - Union de Philadelphie - Toronto FC |

### Participants
| Équipe                               | Entraîneur                | Stade                      | Capacité |
| ------------------------------------ | ------------------------- | -------------------------- | -------- |
| Atlanta United                       | Ronny Deila               | Mercedes-Benz Stadium      | 42 500   |
| Austin FC                            | Nico Estévez              | Q2 Stadium                 | 20 738   |
| Charlotte FC                         | Dean Smith                | Bank of America Stadium    | 38 000   |
| Fire de Chicago                      | Gregg Berhalter           | Soldier Field              | 24 955   |
| FC Cincinnati                        | Pat Noonan                | TQL Stadium                | 26 000   |
| Rapids du Colorado                   | Chris Armas               | Dick's Sporting Goods Park | 18 061   |
| Crew de Columbus                     | Wilfried Nancy            | Lower.com Field            | 20 011   |
| FC Dallas                            | Eric Quill (en)           | Toyota Stadium             | 20 500   |
| D.C. United                          | René Weiler               | Audi Field                 | 20 000   |
| Dynamo de Houston                    | Ben Olsen                 | Shell Energy Stadium       | 22 039   |
| Galaxy de Los Angeles                | Greg Vanney               | Dignity Health Sports Park | 27 000   |
| Los Angeles FC                       | Steve Cherundolo          | BMO Stadium                | 22 000   |
| Inter Miami                          | Javier Mascherano         | Chase Stadium              | 21 550   |
| Minnesota United                     | Eric Ramsay (en)          | Allianz Field              | 19 400   |
| CF Montréal                          | Marco Donadel (intérim)   | Stade Saputo               | 19 619   |
| Nashville SC                         | B. J. Callaghan (en)      | Geodis Park                | 30 000   |
| Revolution de la Nouvelle-Angleterre | Caleb Porter              | Gillette Stadium           | 20 000   |
| New York City FC                     | Pascal Jansen (en)        | Yankee Stadium             | 28 743   |
| Red Bulls de New York                | Sandro Schwarz            | Sports Illustrated Stadium | 25 000   |
| Orlando City                         | Óscar Pareja              | Inter&Co Stadium           | 25 500   |
| Union de Philadelphie                | Bradley Carnell           | Subaru Park                | 18 500   |
| Timbers de Portland                  | Phil Neville              | Providence Park            | 25 218   |
| Real Salt Lake                       | Pablo Mastroeni           | America First Field        | 20 213   |
| San Diego FC                         | Mikey Varas (en)          | Snapdragon Stadium         | 35 000   |
| Earthquakes de San José              | Bruce Arena               | PayPal Park                | 18 000   |
| Sounders de Seattle                  | Brian Schmetzer           | Lumen Field                | 37 722   |
| Sporting Kansas City                 | Kerry Zavagnin (intérim)  | Children's Mercy Park      | 18 467   |
| St. Louis City                       | David Critchley (intérim) | Energizer Park             | 22 500   |
| Toronto FC                           | Robin Fraser              | BMO Field                  | 28 351   |
| Whitecaps de Vancouver               | Jesper Sørensen           | BC Place                   | 22 120   |

### Changements d'entraîneurs
| Club                    | Entraîneur(s) partant(s) | Motif du départ     | Date de départ   | Position   | Entraîneur(s) arrivant(s) | Date d'arrivée   |
| ----------------------- | ------------------------ | ------------------- | ---------------- | ---------- | ------------------------- | ---------------- |
| Fire de Chicago         | Frank Klopas             | Consentement mutuel | 20 octobre 2024  | Pré-saison | Gregg Berhalter           | 20 octobre 2024  |
| Austin FC               | Davy Arnaud              | Fin de l'intérim    | 25 octobre 2024  | Pré-saison | Nico Estévez              | 25 octobre 2024  |
| Union de Philadelphie   | Jim Curtin               | Renvoi              | 7 novembre 2024  | Pré-saison | Bradley Carnell           | 2 janvier 2025   |
| Earthquakes de San José | Ian Russell (en)         | Fin de l'intérim    | 7 novembre 2024  | Pré-saison | Bruce Arena               | 7 novembre 2024  |
| FC Dallas               | Peter Luccin             | Fin de l'intérim    | 20 novembre 2024 | Pré-saison | Eric Quill (en)           | 20 novembre 2024 |
| Inter Miami             | Gerardo Martino          | Démission           | 22 novembre 2024 | Pré-saison | Javier Mascherano         | 26 novembre 2024 |
| Whitecaps de Vancouver  | Vanni Sartini            | Renvoi              | 25 novembre 2024 | Pré-saison | Jesper Sørensen           | 14 janvier 2025  |
| Atlanta United          | Rob Valentino (en)       | Fin de l'intérim    | 26 novembre 2024 | Pré-saison | Ronny Deila               | 20 décembre 2024 |
| New York City FC        | Nick Cushing (en)        | Renvoi              | 26 novembre 2024 | Pré-saison | Pascal Jansen (en)        | 6 janvier 2025   |
| St. Louis City          | John Hackworth (en)      | Fin de l'intérim    | 26 novembre 2024 | Pré-saison | Olof Mellberg             | 26 novembre 2024 |
| Toronto FC              | John Herdman             | Démission           | 29 novembre 2024 | Pré-saison | Robin Fraser              | 10 janvier 2025  |
| CF Montréal             | Laurent Courtois         | Renvoi              | 24 mars 2025     | 15e (E)    | Marco Donadel             | 24 mars 2025     |
| Sporting Kansas City    | Peter Vermes             | Consentement mutuel | 31 mars 2025     | 15e (O)    | Kerry Zavagnin            | 31 mars 2025     |
| St. Louis City          | Olof Mellberg            | Renvoi              | 27 mai 2025      | 14e (O)    | David Critchley           | 27 mai 2025      |

## Format de la compétition
- Les franchises sont réparties en 2 conférences (Ouest et Est).
- Toutes les équipes disputent 34 rencontres qui se répartissent comme suit : 
  - 2 rencontres (une à domicile et une à l'extérieur) contre les équipes de sa conférence
  - 1 rencontre (domicile ou extérieur) contre six équipes de la conférence opposée

En cas d'égalité, les critères suivants départagent les équipes :
1. Nombre de victoires ;
2. Différence de buts générale ;
3. Nombre de buts marqués ;
4. Classement du fair-play ;
5. Différence de buts à l'extérieur ;
6. Nombre de buts marqués à l'extérieur ;
7. Tirage à la pièce[28].

Les sept meilleures équipes de chaque association sont qualifiées pour le premier tour des séries éliminatoires. Les équipes finissant huitième et neuvième dans chaque association s'affrontent dans un match éliminatoire pour accéder à ce premier tour. Pour le premier tour, les équipes s'affrontent en format aller-retour avec un éventuel match d'appui chez le mieux classé afin de déterminer le meilleur club en trois matchs. Si une rencontre se conclut par un match nul, il n'y a pas de prolongations et une séance de tirs au but est organisée. À partir des demi-finales de conférence, les affrontements se décident sur une seule partie tenue chez la franchise la mieux classée et une période de prolongations puis une séance de tirs au but peuvent être disputées.

## Saison régulière

### Classements des conférences Ouest et Est
| Rang | Équipe                  | Pts | J  | G  | N | P  | Bp | Bc | Diff |
| ---- | ----------------------- | --- | -- | -- | - | -- | -- | -- | ---- |
| 1    | San Diego FC            | 46  | 25 | 14 | 4 | 7  | 48 | 32 | +16  |
| 2    | Whitecaps de Vancouver  | 45  | 24 | 13 | 6 | 5  | 42 | 26 | +16  |
| 3    | Minnesota United        | 44  | 25 | 12 | 8 | 5  | 42 | 28 | +14  |
| 4    | Sounders de Seattle     | 38  | 24 | 10 | 8 | 6  | 39 | 35 | +4   |
| 5    | Timbers de Portland     | 37  | 24 | 10 | 7 | 7  | 33 | 32 | +1   |
| 6    | Los Angeles FC          | 36  | 22 | 10 | 6 | 6  | 39 | 28 | +11  |
| 7    | Austin FC               | 33  | 23 | 9  | 6 | 8  | 21 | 26 | -5   |
| 8    | Real Salt Lake          | 31  | 24 | 9  | 4 | 11 | 26 | 30 | -4   |
| 9    | Rapids du Colorado      | 30  | 25 | 8  | 6 | 11 | 31 | 39 | -8   |
| 10   | Earthquakes de San José | 29  | 25 | 7  | 8 | 10 | 47 | 44 | +3   |
| 11   | Dynamo de Houston       | 27  | 24 | 7  | 6 | 11 | 30 | 39 | -9   |
| 12   | FC Dallas               | 25  | 24 | 6  | 7 | 11 | 35 | 45 | -10  |
| 13   | Sporting Kansas City    | 24  | 24 | 6  | 6 | 12 | 36 | 45 | -9   |
| 14   | St. Louis City          | 18  | 24 | 4  | 6 | 14 | 24 | 40 | -16  |
| 15   | Galaxy de Los Angeles T | 16  | 24 | 3  | 7 | 14 | 28 | 48 | -20  |

| Rang | Équipe                 | Pts | J  | G  | N | P  | Bp | Bc | Diff |
| ---- | ---------------------- | --- | -- | -- | - | -- | -- | -- | ---- |
| 1    | Union de Philadelphie  | 50  | 25 | 15 | 5 | 5  | 43 | 24 | +19  |
| 2    | FC Cincinnati          | 49  | 25 | 15 | 4 | 6  | 39 | 31 | +8   |
| 3    | Nashville SC           | 47  | 25 | 14 | 5 | 6  | 42 | 26 | +16  |
| 4    | Crew de Columbus       | 44  | 25 | 12 | 8 | 5  | 41 | 36 | +5   |
| 5    | Inter Miami            | 42  | 22 | 12 | 6 | 4  | 49 | 34 | +15  |
| 6    | Orlando City           | 41  | 25 | 11 | 8 | 6  | 46 | 33 | +13  |
| 7    | Charlotte FC           | 38  | 25 | 12 | 2 | 11 | 43 | 39 | +4   |
| 8    | New York City FC       | 38  | 24 | 11 | 5 | 8  | 34 | 29 | +5   |
| 9    | Fire de Chicago        | 35  | 24 | 10 | 5 | 9  | 45 | 40 | +5   |
| 10   | Red Bulls de New York  | 33  | 25 | 9  | 6 | 10 | 39 | 36 | +3   |
| 11   | Revolution de la N.-A. | 25  | 24 | 6  | 7 | 11 | 31 | 35 | -4   |
| 12   | Toronto FC             | 21  | 24 | 5  | 6 | 13 | 25 | 32 | -7   |
| 13   | Atlanta United         | 21  | 24 | 4  | 9 | 11 | 29 | 45 | -16  |
| 14   | D.C. United            | 19  | 25 | 4  | 7 | 14 | 22 | 49 | -27  |
| 15   | CF Montréal            | 18  | 25 | 4  | 6 | 15 | 23 | 46 | -23  |

- Supporters' Shield, qualifications pour les séries éliminatoires et la Coupe des champions 2026
- Qualification pour les quarts de finale de conférence des séries éliminatoires et la Coupe des champions 2026
- Qualification pour les quarts de finale de conférence des séries éliminatoires
- Qualification pour le premier tour des séries éliminatoires

Abréviations
- T : Tenant du titre

## Statistiques individuelles

### Meilleurs buteurs
| Rang | Joueur                   | Club                    | Buts | Passes | Minutes |
| ---- | ------------------------ | ----------------------- | ---- | ------ | ------- |
| 1    | Tai Baribo (en)          | Union de Philadelphie   | 13   | 1      | 1128    |
| 2    | Sam Surridge             | Nashville SC            | 11   | 3      | 1464    |
| 3    | Lionel Messi             | Inter Miami             | 10   | 6      | 1115    |
| 4    | Hugo Cuypers             | Fire de Chicago         | 10   | 2      | 1240    |
| 5    | Eric Maxim Choupo-Moting | Red Bulls de New York   | 10   | 1      | 1427    |
| 6    | Brian White (en)         | Whitecaps de Vancouver  | 10   | 0      | 1012    |
| 7    | Kévin Denkey             | FC Cincinnati           | 10   | 0      | 1325    |
| 8    | Cristian Arango          | Earthquakes de San José | 9    | 2      | 1092    |
| 9    | Dejan Joveljić           | Sporting Kansas City    | 9    | 1      | 1256    |
| 10   | Tani Oluwaseyi           | Minnesota United        | 8    | 5      | 1231    |

| Source : Classement des buteurs sur le site de Major League Soccer |

### Meilleurs passeurs
| Rang | Joueur               | Club                    | Passes |
| ---- | -------------------- | ----------------------- | ------ |
| 1    | Anders Dreyer        | San Diego FC            | 8      |
| 1    | Cristian Espinoza    | Earthquakes de San José | 8      |
| 1    | David da Costa       | Timbers de Portland     | 8      |
| 4    | Philip Zinckernagel  | Fire de Chicago         | 7      |
| 4    | Hirving Lozano       | San Diego FC            | 7      |
| 4    | Antony (en)          | Timbers de Portland     | 7      |
| 4    | Pep Biel             | Charlotte FC            | 7      |
| 4    | Luis Suárez          | Inter Miami             | 7      |
| 4    | Jonathan Bamba       | Fire de Chicago         | 7      |
| 4    | Quinn Sullivan       | Union de Philadelphie   | 7      |
| 4    | Joaquín Pereyra (en) | Minnesota United        | 7      |
| 4    | Kai Wagner           | Union de Philadelphie   | 7      |

| Source : Classement des passeurs sur le site de Major League Soccer |

## Récompenses individuelles

### Récompenses mensuelles

#### Joueur du mois
| Mois            | Joueur           | Équipe                 | Statistique |
| --------------- | ---------------- | ---------------------- | ----------- |
| Février et mars | Tai Baribo (en)  | Union de Philadelphie  | 5M 6B       |
| Avril           | Brian White (en) | Whitecaps de Vancouver | 3M 5B       |
| Mai             | Lionel Messi     | Inter Miami            | 7M 7B 4P    |

### Récompenses hebdomadaires

#### Joueur de la semaine
| Semaine    | Joueur             | Équipe                  | Statistique  |
| ---------- | ------------------ | ----------------------- | ------------ |
| Semaine 1  | Anders Dreyer      | San Diego FC            | 2B           |
| Semaine 2  | Tai Baribo (en)    | Union de Philadelphie   | 3B           |
| Semaine 3  | Roman Bürki        | St. Louis City          | 8A CS        |
| Semaine 4  | Tani Oluwaseyi     | Minnesota United        | 2B           |
| Semaine 5  | Pep Biel           | Charlotte FC            | 1B 2P        |
| Semaine 6  | Djordje Mihailovic | Rapids du Colorado      | 2B           |
| Semaine 7  | Josef Martínez     | Earthquakes de San José | 3B           |
| Semaine 8  | Brian White (en)   | Whitecaps de Vancouver  | 4B           |
| Semaine 9  | Dániel Sallói      | Sporting Kansas City    | 2B 2P        |
| Semaine 10 | Sam Surridge       | Nashville SC            | 4B           |
| Semaine 11 | Hirving Lozano     | San Diego FC            | 2B 2P        |
| Semaine 12 | Emil Forsberg      | Red Bulls de New York   | 2B 2P        |
| Semaine 13 | Tai Baribo (en)    | Union de Philadelphie   | 2B (dont BV) |
| Semaine 14 | Marco Reus         | Galaxy de Los Angeles   | 2B           |
| Semaine 15 | Patrick Agyemang   | Charlotte FC            | 2B           |
| Semaine 16 | Lionel Messi       | Inter Miami             | 2B 1P        |
| Semaine 17 | Lionel Messi       | Inter Miami             | 2B 3P        |

#### But de la semaine
| Semaine    | Joueur              | Équipe                               |
| ---------- | ------------------- | ------------------------------------ |
| Semaine 1  | Edwin Mosquera      | Atlanta United                       |
| Semaine 2  | Tadeo Allende (en)  | Inter Miami                          |
| Semaine 3  | Tadeo Allende (en)  | Inter Miami                          |
| Semaine 4  | Alonso Martínez     | New York City FC                     |
| Semaine 5  | Marco Pašalić       | Orlando City                         |
| Semaine 6  | Carles Gil          | Revolution de la Nouvelle-Angleterre |
| Semaine 7  | Idan Toklomati (en) | Charlotte FC                         |
| Semaine 8  | Diego Fagúndez      | Galaxy de Los Angeles                |
| Semaine 9  | Quinn Sullivan      | Union de Philadelphie                |
| Semaine 10 | Kévin Denkey        | FC Cincinnati                        |
| Semaine 11 | Lionel Messi        | Inter Miami                          |
| Semaine 12 | Santiago Moreno     | Timbers de Portland                  |
| Semaine 13 | Célio Pompeu        | St. Louis City                       |
| Semaine 14 | Jack McGlynn        | Dynamo de Houston                    |
| Semaine 15 | Lionel Messi        | Inter Miami                          |
| Semaine 16 | Lionel Messi        | Inter Miami                          |
| Semaine 17 | Dejan Joveljić      | Sporting Kansas City                 |